# 4-й Каракульний провулок (Житомир)
4-й Каракульний провулок — провулок у Богунському районі міста Житомира.    

## Розташування
Знаходиться у північно-західній частині міста, на теренах історичних місцевостей Кокоричанка, Каракулі. Бере початок від вулиці Перемоги. Завершується на захід від перехрестя з 2-м Каракульним провулком, далі продовжується як прибудинковий під'їзд.  

## Історія
Провулок почав формуватися у 1950-х роках на вільній від забудови місцевості — у долині річки Кокоричанки. Територія, де сформується провулок наприкінці XVIII століття відома як заміський хутір шляхтича Білецького, у першій половині ХІХ століття — Слобода Каракуліна, згодом Слобода Каракулі. Забудова хутора здійснювалася переважно старообрядцями протягом ХІХ століття південніше майбутнього провулка — вздовж Каракульної вулиці.      
У 1958 році початок провулка разом з 1-м Каракульним провулком, що прилучається, утворювали Каракульний провулок.    
До кінця 1960-х років 4-й Каракульний провулок та його садибна забудова сформувалися. У 1990-х роках ряд садиб з північної сторони провулка було знесено та збудовано дев'ятиповерхові багатоквартирні житлові будинки Північно-західного житлового району (нині Хмільники).     